# Opera spicata
L'opera spicata (opus spicatum) è un tipo di paramento costituito da laterizi collocati di taglio secondo la disposizione di una lisca di pesce o di una spiga di grano, utilizzata in epoca romana antica. Questo sistema sembra avere origine in quei luoghi dove si trovavano pietre piatte, quindi nelle vallate fluviali. Disporre le pietre in questo modo, e cioè con un'inclinazione di 45° cambiando la direzione dell'inclinazione ad ogni filare, era molto più agevole ed inoltre era una tecnica costruttiva che dava maggiore stabilità alla struttura la quale resisteva meglio ai movimenti sismici. 
In altre epoche riguarda la disposizione di mattoni o blocchetti in pietra, o ciottoli di forma allungata nelle murature, o degli elementi di una pavimentazione, a scopo soprattutto decorativo. Negli ultimi anni c'è stata la riscoperta di tale tipo di decorazione soprattutto stradale, utilizzata molto nei selciati dei centri storici delle città.
Molto raro nelle opere edilizie, si trova per esempio nelle mura esterne della villa delle grotte di Catullo a Sirmione. Si può osservare anche nell'area archeologica dell'antica Lilibeo (l'odierna città di Marsala), sul pavimento del santuario di età romano-imperiale dedicato ad Iside ed Esculapio.

## Galleria d'immagini

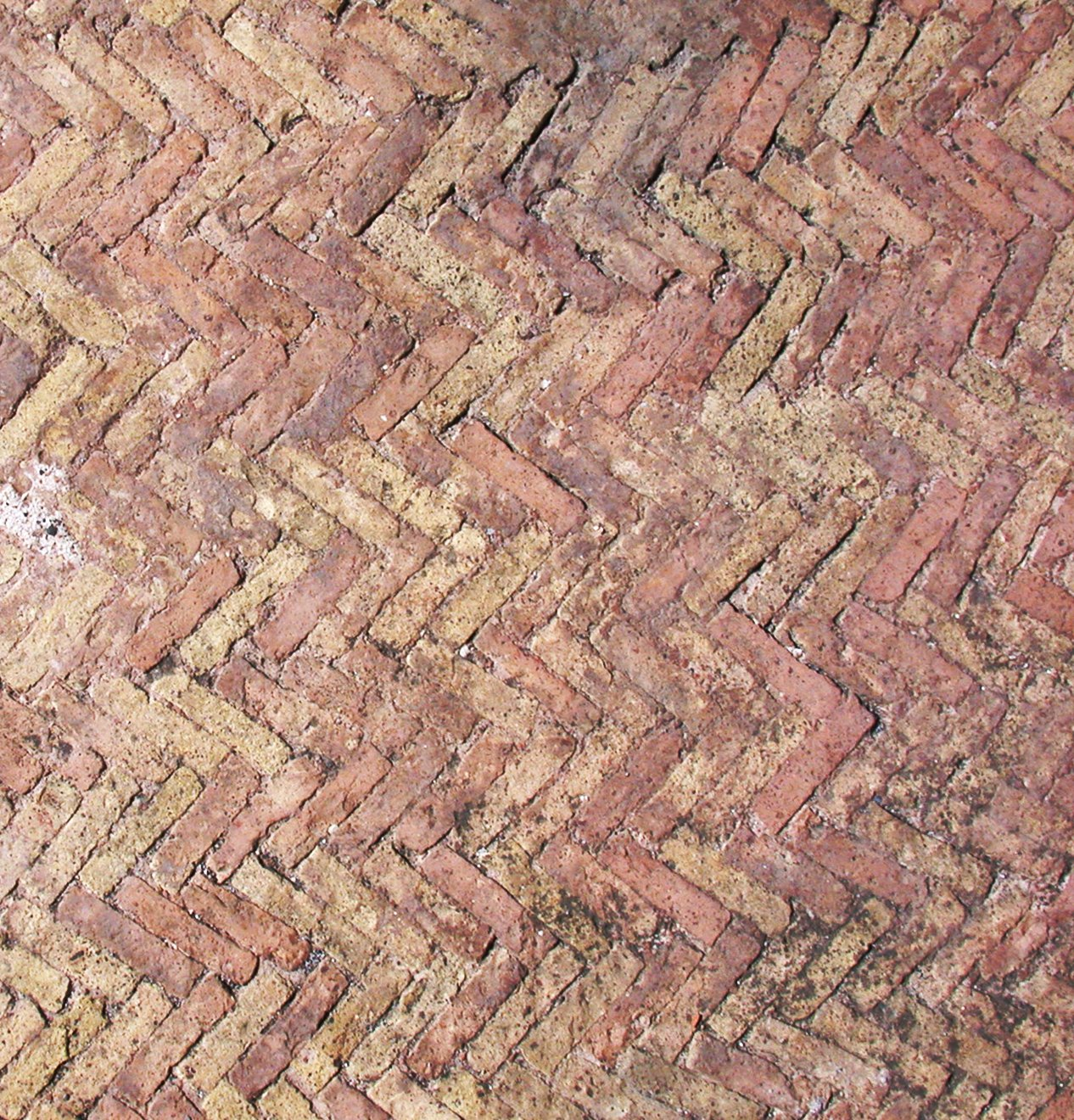
Opera spicata in una pavimentazione ai Mercati di Traiano
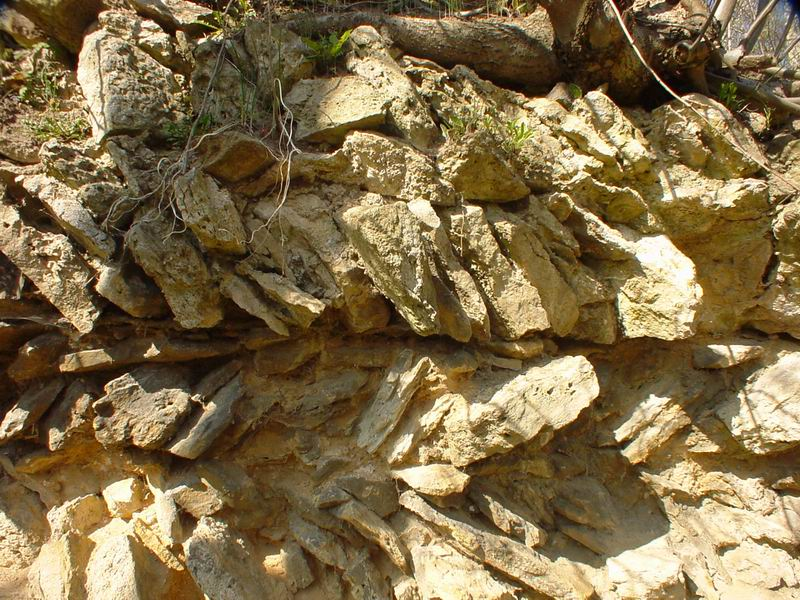
Opera spicata nella muratura a Tautenburg in Alta-Sassonia
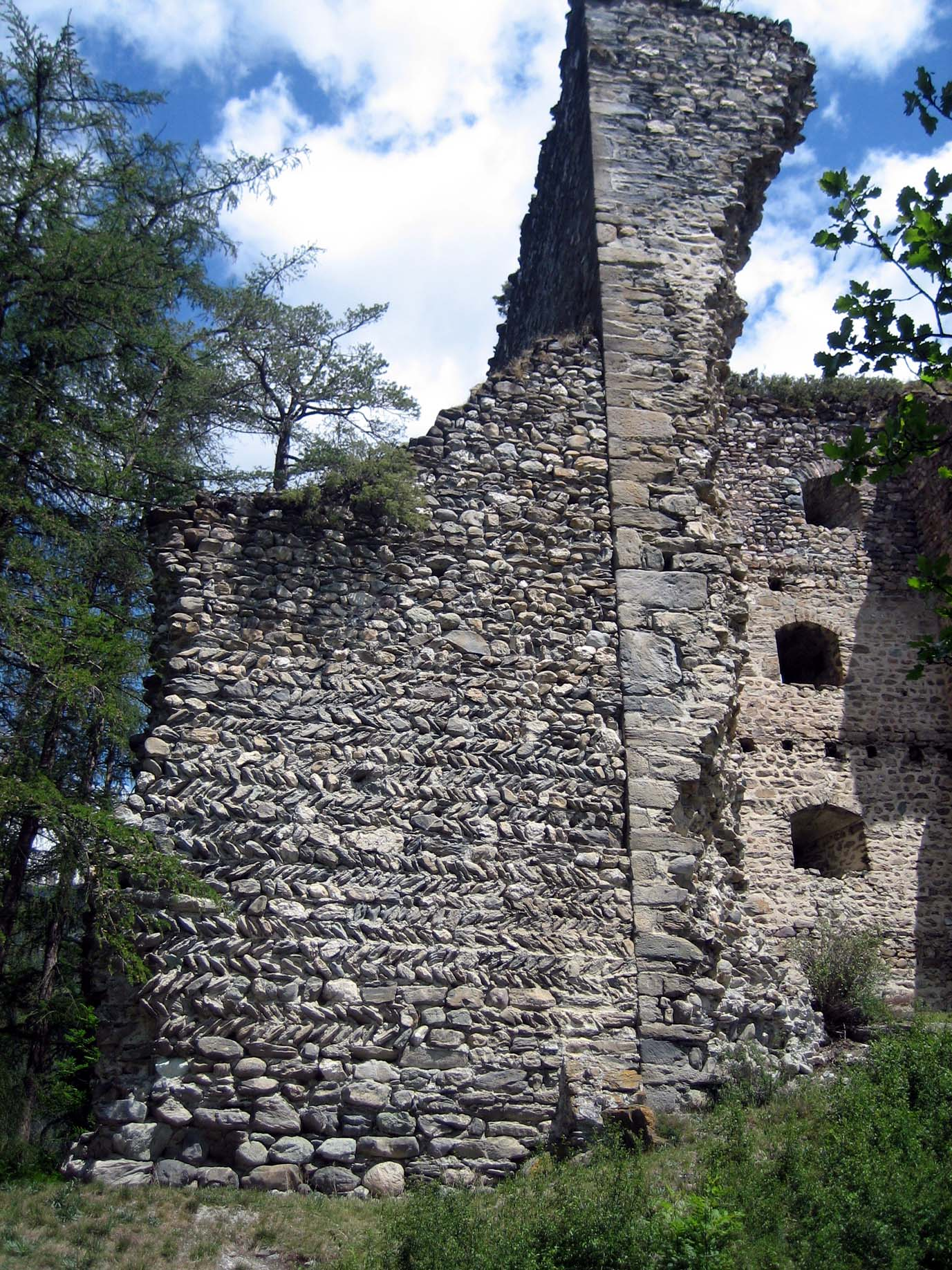
Mura in Opera spicata nelle rovine di Burg Alt-Süns in Svizzera
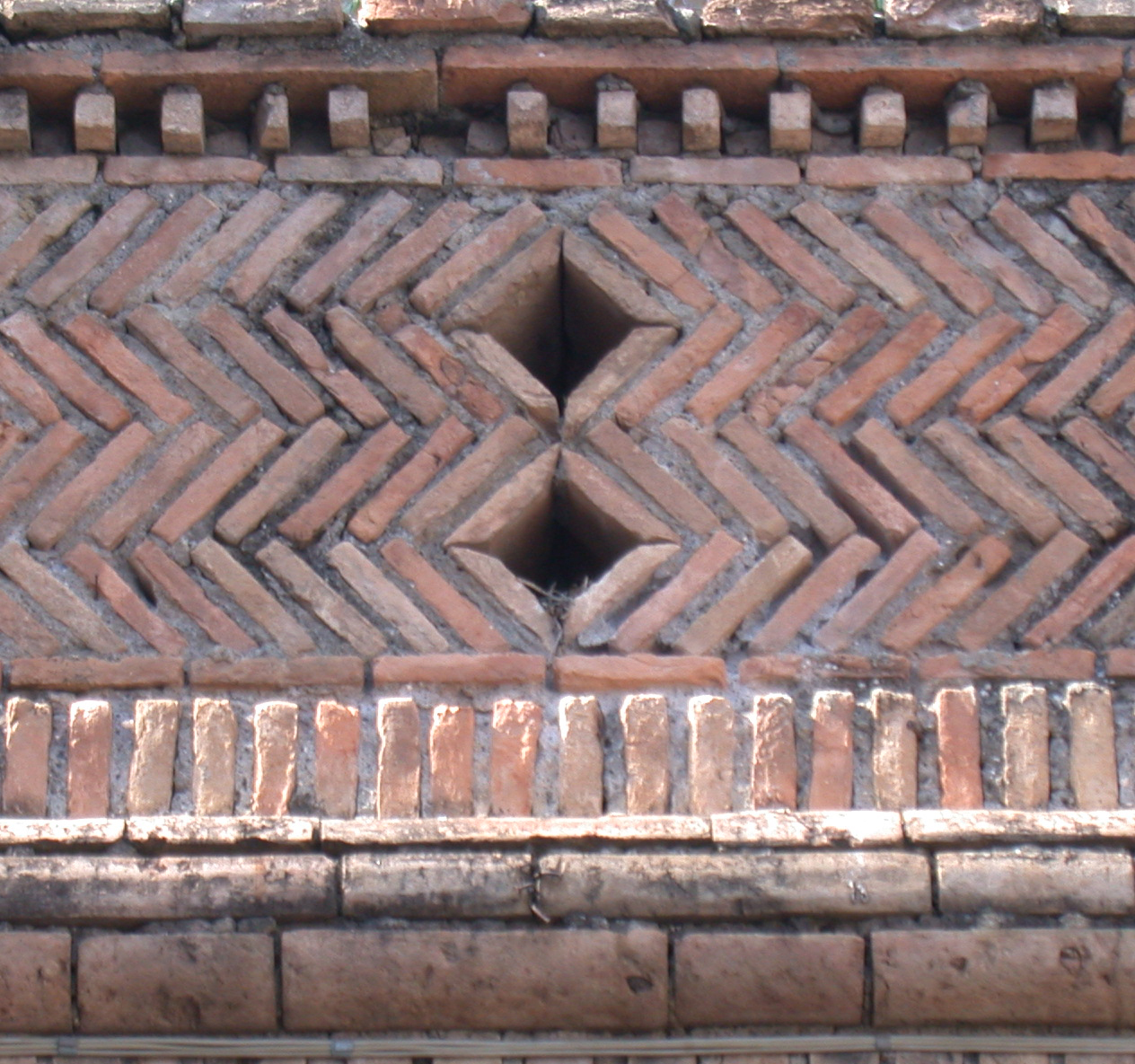
Opera spicata al Palazzo Barberini di Montelibretti
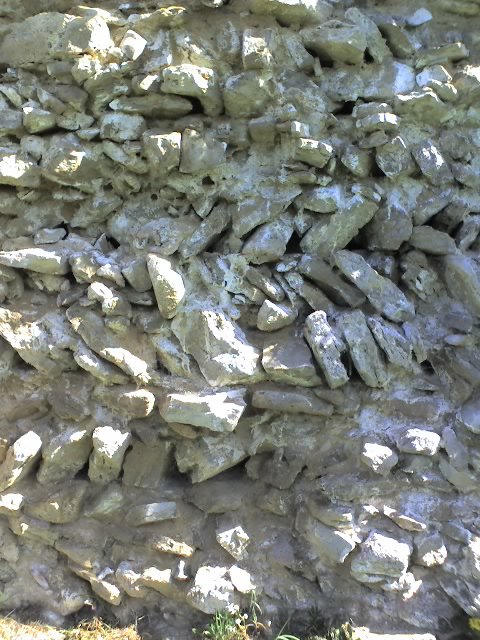
Mura in opera spicata a Château de Blâmont in Francia
Opera spicata